# Stadion Kantrida
El estadio Kantrida (en croata: Stadion Kantrida) es un estadio de fútbol ubicado en Rijeka, Croacia. Fue inaugurado en 1912 y tiene una capacidad para 12 600 espectadores, siendo el estadio en el que disputa sus partidos el HNK Rijeka desde 1946.
El recinto está localizado en el barrio de Kantrida, en la parte occidental de la ciudad, y tiene una apariencia distintiva, ya que está situado entre los acantilados, al norte del estadio y la costa del Adriático, en su lado sur.
El estadio ha albergado numerosos partidos de la selección croata, especialmente amistosos. La selección nunca ha perdido un partido en Kantrida.

## Partidos internacionales
| #                       | Fecha                   | Competición             | Rival                   | Resultado               | Esp.                    | Ref.                    |
| Croacia (1990–presente) | Croacia (1990–presente) | Croacia (1990–presente) | Croacia (1990–presente) | Croacia (1990–presente) | Croacia (1990–presente) | Croacia (1990–presente) |
| ----------------------- | ----------------------- | ----------------------- | ----------------------- | ----------------------- | ----------------------- | ----------------------- |
| 1.                      | 22-12-1990              | Partido amistoso        | Rumania                 | 2–0                     | 5000                    | [ 3 ]                   |
| 2.                      | 28-02-1996              | Partido amistoso        | Polonia                 | 2–1                     | 10 000                  | [ 4 ]                   |
| 3.                      | 03-06-1998              | Partido amistoso        | Irán                    | 2–0                     | 10 000                  | [ 5 ]                   |
| 4.                      | 28-02-2001              | Partido amistoso        | Austria                 | 1–0                     | 2000                    | [ 6 ]                   |
| 5.                      | 13-02-2002              | Partido amistoso        | Bulgaria                | 0–0                     | 4000                    | [ 7 ]                   |
| 6.                      | 29-05-2004              | Partido amistoso        | Eslovaquia              | 1–0                     | 7000                    | [ 8 ]                   |
| 7.                      | 07-02-2007              | Partido amistoso        | Noruega                 | 2–1                     | 8000                    | [ 9 ]                   |
| 8.                      | 16-10-2007              | Partido amistoso        | Eslovaquia              | 3–0                     | 6000                    | [ 10 ]                  |
| 9.                      | 24-05-2008              | Partido amistoso        | Moldavia                | 1–0                     | 8000                    | [ 11 ]                  |
| 10.                     | 08-10-2009              | Partido amistoso        | Catar                   | 3–2                     | 6000                    | [ 12 ]                  |
| 11.                     | 11-10-2011              | Clasificación Euro 2012 | Letonia                 | 2–0                     | 8370                    |                         |